# Bulbophyllum kegelii
Bulbophyllum kegelii é uma espécie de orquídea (família Orchidaceae) pertencente ao gênero Bulbophyllum. Foi descrita por Fritz Hamer e Leslie Andrew Garay em 1995.